# 斯捷潘納克特轟炸
斯捷潘納克特轟炸是2020年納戈爾諾-卡拉巴赫戰爭期間亞塞拜然方對納戈爾諾-卡拉巴赫（阿尔察赫共和国）首府斯捷潘納克特的轟炸，始於戰爭爆發首日（9月27日），直到戰爭結束（11月9日）方止，為期共六週。數個國際第三方組織證實亞塞拜然使用集束炸彈與飛彈對斯捷潘納克特的平民區進行非針對軍事目標的無差別轟炸，亞塞拜然方則否認此事。轟炸造成13人死亡與51人受傷，超過4000棟大樓損毀，許多居民逃離家園，留在當地者被迫集中於防空洞中躲避空襲，造成COVID-19疫情爆發，多數人均遭感染。

## 經過

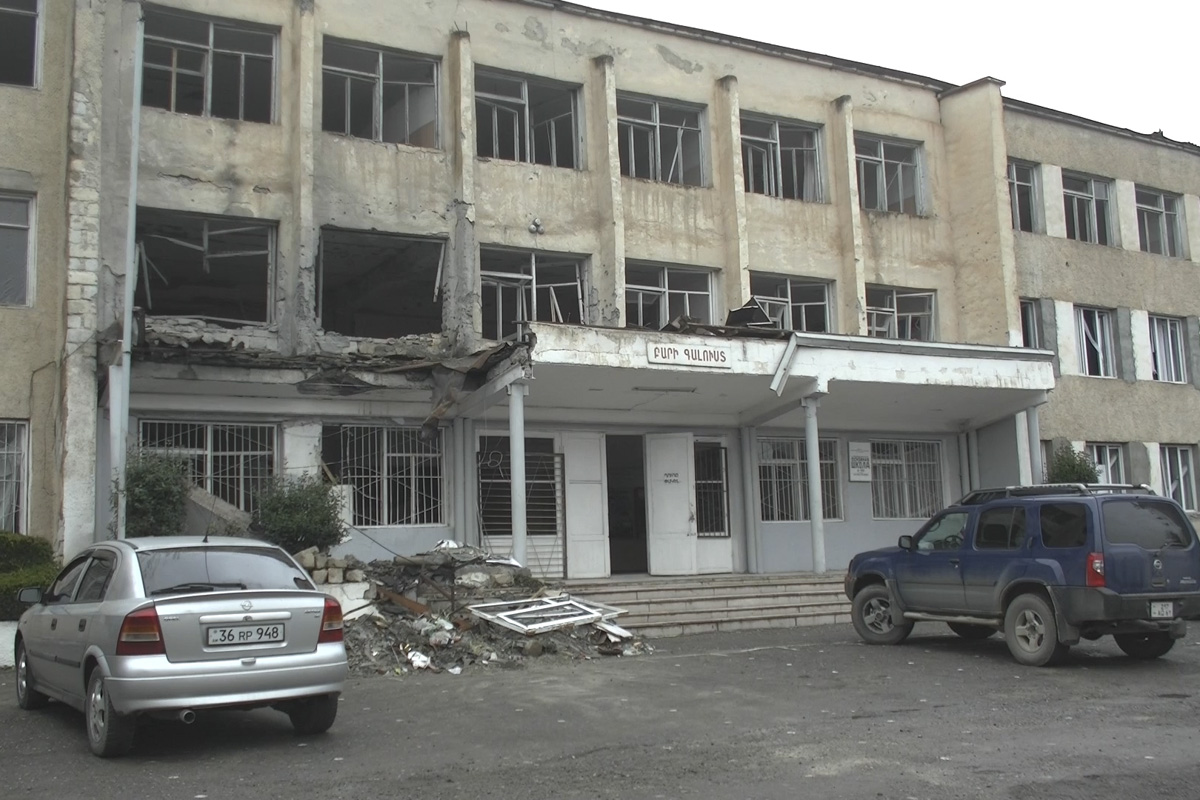
斯捷潘納克特一所遭受轟炸的中學

阿爾察赫總統辦公室表示亞塞拜然對納卡地區的轟炸始於9月27日上午08:03，開啟防空警報呼籲居民前往防空洞避難，轟炸造成數十人受傷（包括婦女與兒童），亞塞拜然國防部則否認此事；約下午2點亞美尼亞國防部表示亞塞拜然正轟炸斯捷潘納克特，造成緊急情況部的大樓受損，亦有平民住宅被襲擊，造成1人死亡與4人受傷；10月3日上午斯捷潘納克特再次受到轟炸；10月28日亞美尼亞政府指斯捷潘納克特的婦產科醫院受到亞塞拜然方轟炸 。

## 反應
國際組織人權觀察報告顯示2020年納戈爾諾-卡拉巴赫戰爭爆發首日（9月27日）亞塞拜然方即使用集束炸彈轟炸斯捷潘納克特的平民區，截至10月10日已發射了超過180枚，亞美尼亞方調查發現炸彈包括蘇制的BM-30火箭炮（其中一枚裝載9N235火藥）、以色列制的LAR-160火箭炮與M095 DPICM火藥，人權觀察於10月前往納卡地區實地調查，共記錄4起亞塞拜然方轟炸斯捷潘納克特平民區的事件，由於周圍無任何軍事目標，該組織譴責亞塞拜然攻擊平民區的行為。此外有數家國際媒體皆報導亞塞拜然對斯捷潘納克特平民區的轟炸，法新社報導指斯捷潘納克特市內頻繁發生爆炸並冒出黑煙濃霧，德國《圖片報》記者表示他們每晚均待在地下室避難，警報持續作響，轟炸相當激烈；俄羅斯媒體RBK報導指斯捷潘納克特連續四天受到轟炸，且市中心無軍事目標，轟炸為針對平民目標發動。
12月11日人權觀察發布關於戰爭中亞塞拜然方侵犯人權事項的完整報告，提及其對斯捷潘納克特平民區的轟炸，指其違反戰爭法。